# アミロイド前駆体タンパク質
アミロイド前駆体タンパク質（アミロイドぜんくたいタンパクしつ、英: amyloid precursor protein、略称: APP）またはアミロイドβ前駆体タンパク質は、多くの組織で発現している内在性膜タンパク質で、神経細胞のシナプスに濃縮されている。主要な機能は未知であるが、シナプス形成、神経可塑性、抗菌活性、鉄排出の調節因子であると示唆されている。APPは、タンパク質分解によって形成されるアミロイドβ（Aβ）の前駆体として最もよく知られている。Aβは37–49アミノ酸残基からなるポリペプチドで、アミロイド型のAβはアルツハイマー病患者の脳に存在するアミロイド斑の主要な構成要素である。

## 遺伝子
APPは進化的に古くから存在し、高度に保存されたタンパク質である。ヒトのAPPをコードする遺伝子は21番染色体に位置し、290 kbにわたる18のエクソンからなる。ヒトでは、選択的スプライシングによるアイソフォームがいくつか観察されており、アミノ酸長は639–770アミノ酸の範囲である。神経細胞では特定のアイソフォームが選択的に発現しており、アイソフォームの比率の変化はアルツハイマー病と関係している。APPに相同なタンパク質は、ショウジョウバエDrosophila、線虫Caenorhabditis elegans、そしてすべての哺乳類で同定されている。タンパク質のAβ領域は膜貫通ドメインに位置し、種間での保存性ははっきりせず、APPの天然状態での生物学的機能との明確な関係もみられない。
Aβ生成領域を含むAPPの重要領域の変異は、アルツハイマー病に対する家族性の感受性を引き起こす。例えば、Aβ領域の外側のいくつかの変異は家族性アルツハイマー病と関係しており、Aβの産生が劇的に増加することが判明している。
APP遺伝子のA673T変異はアルツハイマー病に対する保護効果がある。この置換はβ-セクレターゼ切断部位に近接しており、in vitroではAβの形成は40%減少する。

## 構造

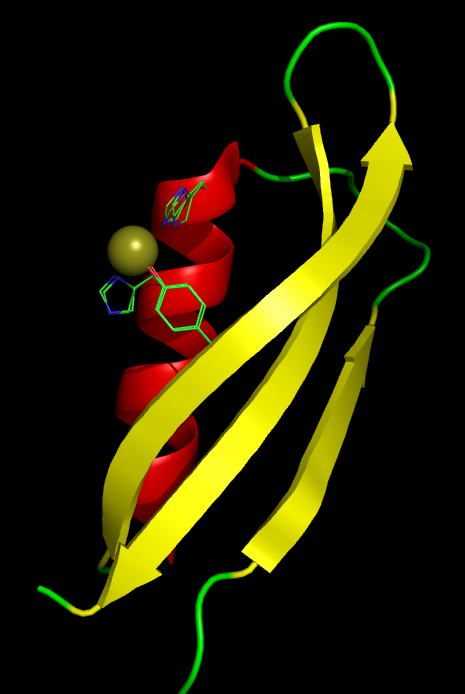
銅イオンと結合したAPPのCuBD。金属配位に関与する2つのヒスチジンと1つのチロシンの、Cu(I)結合状態、Cu(II)結合状態、非結合状態のコンフォメーションが示されているが、わずかな違いしか見られない。

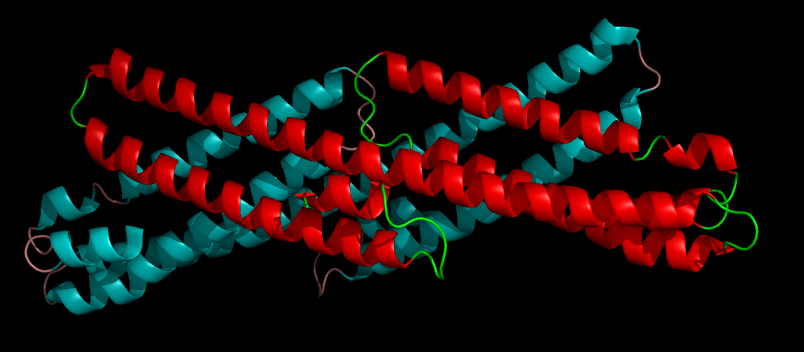
細胞外のE2ドメインの二量体型コイルドコイル構造はショウジョウバエからヒトまで最も高度に保存されている領域の1つである。このドメインはスペクトリンの構造と類似しており、ヘパラン硫酸プロテオグリカンと結合すると考えられている。

APPの配列には、大部分が独立してフォールディングを行う、明確な構造ドメインが多数同定されている。細胞外領域は細胞内領域よりもずっと大きく、E1ドメインとE2ドメインに分けられ、両者は酸性ドメイン（AcD）によって連結されている。E1は成長因子様ドメイン（GFLD）と銅結合ドメイン（CuBD）の2つのサブドメインからなり、両者は密接に相互作用している。セリンプロテアーゼ阻害因子ドメインがAcDとE2ドメインの間に存在するが、脳で発現しているアイソフォームには存在しない。APPの完全な結晶構造は解かれていないが、個々のドメインの結晶化には成功しており、GFLD、CuBD、完全なE1ドメインとE2ドメインの構造が得られている。

## 翻訳後のプロセシング
APPは、グリコシル化、リン酸化、シアル酸化、チロシン硫酸化を含む広範囲の翻訳後修飾を受けるとともに、多くのタイプのタンパク質分解によるプロセシングによってペプチド断片が作り出される。一般的に切断はセクレターゼファミリーのプロテアーゼによって行われ、α-セクレターゼとβ-セクレターゼはともに細胞外ドメインをほぼ完全に切除する。その結果、アポトーシスと関係している可能性のある、膜に固定されたC末端フラグメントが生じる。β-セクレターゼによる切断後、γ-セクレターゼによって膜貫通ドメイン内で切断されることでAβフラグメントが形成される。γ-セクレターゼは複数のサブユニットからなる巨大複合体であり、その構成要素は完全には特定されていないものの、アルツハイマー病の主要な遺伝性危険因子として同定されているプレセニリンが含まれている。
APPのアミロイド形成性プロセシングは脂質ラフトの存在と関係している。APP分子が膜の脂質ラフト領域に存在するときにはβ-セクレターゼがAPPにアクセスしやすくそのため切断を行いやすくなるが、APPが脂質ラフト外に存在するときには非アミロイド形成性のα-セクレターゼによって切断されやすい。γ-セクレターゼの活性も脂質ラフトと関係している。コレステロールに脂質ラフトを維持する役割があることは、高コレステロールとアポリポプロテインEの遺伝子型がアルツハイマー病の主要な危険因子であるという観察結果の説明となる。

## 生物学的機能
APPの天然状態での生物学的役割はアルツハイマー病研究において関心が高いものの、未解明の部分が多い。

### シナプス形成と修復
APPの役割として最もよく実証されているのは、シナプスの形成と修復である。APPの発現は神経細胞の分化の過程そして神経損傷後にアップレギュレーションされる。細胞シグナル伝達、長期増強、細胞接着における役割が提唱されているが、それらを支持する研究は限られている。特に、翻訳後のプロセシングの類似性から、Notchシグナリングとの比較が行われている。
APPのノックアウトマウスは生存可能であり、一般的な神経消失を伴わない長期増強の障害と記憶消失を含む、比較的軽微な表現型を示す。一方、APPの発現をアップレギュレーションしたトランスジェニックマウスも長期増強の障害を示すことが報告されている。
論理的な推論としては、アルツハイマー病ではAβが過剰に蓄積しているため、その前駆体であるAPPも同様に増加していると考えられる。しかしながら、アミロイド斑に近接する神経細胞体のAPPの含有量は少ない。このAPPの欠乏は、切断の増加よりむしろ産生の減少によるものであることがデータからは示唆される。神経細胞におけるAPPの喪失は、認知症に寄与する生理学的な機能欠損に影響を与えている可能性がある。

### 体細胞組換え
ヒトの脳の神経細胞では、APPをコードする遺伝子で高頻度の体細胞組換えが生じている。孤発性アルツハイマー病患者の神経細胞では、健康な人の神経細胞よりも、体細胞組換えによるAPP遺伝子の多様性が増大している。

### 順行性軸索輸送
神経細胞の細胞体で合成された分子は、末端のシナプスへ輸送を行う必要がある。この輸送は、速い順行性輸送（fast anterograde transport）によって行われる。APPは積み荷とキネシンとの相互作用を媒介し、この輸送を促進することが示されている。具体的には、細胞質側のC末端側の15アミノ酸の短いペプチド配列がモータータンパク質との相互作用に必要とされる。APPとキネシンの間の相互作用はAPPのペプチド配列特異的であり、ペプチドを付加した蛍光ビーズを用いた輸送実験では、APPの15アミノ酸が付加されたビーズは輸送されたが、代わりにグリシンのみが付加されたビーズや他のペプチドが付加されたビーズは運動性を持たなかった。

### 鉄排出
マウスでの研究によってアルツハイマー病の異なる面が明らかにされた。APPはセルロプラスミンに似たフェロキシダーゼ活性を持ち、フェロポーチンとの相互作用によって鉄の排出を促進することが判明した。この活性は、アルツハイマー病では蓄積したAβにトラップされた亜鉛によってブロックされるようである。APPのmRNAの5'UTRには鉄応答性エレメント（IRE）が存在し、一塩基多型によって翻訳に異常が生じることが示されている。
一方、APPのE2ドメインがフェロキシダーゼ活性を持ち、Fe(II)の排出を促進するという仮説は、E2ドメインに提唱された部位はフェロキシダーゼ活性を持たないことから、不正確である可能性がある。
APPはE2ドメイン内でフェロキシダーゼ活性を持たないため、APPによって調節されるフェロポーチンからの鉄の排出機構に対して精査が行われている。あるモデルは、APPは鉄排出タンパク質フェロポーチンの細胞膜中での安定化作用をもち、それによって膜中のフェロポーチンの総数が増加していることを示唆している。鉄輸送体はその後、哺乳類の既知のフェロキシダーゼ（セルロプラスミンやヘファエスチン）によって活性化される。

### ホルモンによる調節
APPとそれに関係するすべてのセクレターゼが発生初期に発現しており、生殖内分泌に重要な役割を果たしている。セクレターゼによるプロセシングの差によって、ヒト胚性幹細胞（hESC）の増殖や、神経前駆細胞（NPC）への分化が調節されている。妊娠ホルモンであるヒト絨毛性ゴナドトロピン（hCG）はAPPの発現とhESCの増殖を増加させるが、プロゲステロンはAPPのプロセシングを非アミロイド形成性経路へ差し向け、hESCのNPCへの分化を促進する。
APPやその切断産物が、分裂期を過ぎたの神経細胞の増殖や分化を促進することはない。むしろ、分裂期を過ぎた神経細胞での野生型または変異型APPの過剰発現は、細胞周期の再進行後にアポトーシスによる細胞死を誘導する。男女ともに更年期における性ホルモン（プロゲステロンを含む）の喪失と黄体形成ホルモン（成人でhCGに相当する）の上昇は、アミロイドβの産生を駆動し、分裂期を過ぎた神経細胞の細胞周期を再進行させると考えられている。

## 相互作用
アミロイド前駆体タンパク質は次に挙げる因子と相互作用することが示されている
- APBA1（英語版）[47][48]
- APBA2（英語版）[47][49][50]
- APBA3（英語版）[47][51]
- APBB1（英語版）[48][52][53][54][55]
- APPBP1（英語版）[56]
- APPBP2（英語版）[57]
- BCAP31（英語版）[58]
- BLMH（英語版）[59]
- CLSTN1（英語版）[49][60]
- CAV1[61]
- COL25A1（英語版）[62]
- FBLN1（英語版）[63]
- GSN（英語版）[64]
- HSD17B10（英語版）[65]
- SHC1（英語版）[66]

APPは、アルツハイマー病を含む多数の脳疾患に関係しているタンパク質であるリーリンとも相互作用する。

## 関連文献
- “Regulation and expression of the Alzheimer's beta/A4 amyloid protein precursor in health, disease, and Down's syndrome”. Annals of the New York Academy of Sciences 695 (1 Transduction):  91–102. (Sep 1993). doi:10.1111/j.1749-6632.1993.tb23035.x. PMID 8239320.
- “Long time dynamic simulations: exploring the folding pathways of an Alzheimer's amyloid Abeta-peptide”. Accounts of Chemical Research 35 (6):  473–81. (Jun 2002). doi:10.1021/ar010031e. PMID 12069633.
- “A cell biological perspective on Alzheimer's disease”. Annual Review of Cell and Developmental Biology 18 (1):  25–51. (2003). doi:10.1146/annurev.cellbio.18.020402.142302. PMID 12142279.
- “The beta-amyloid precursor protein (APP) and Alzheimer's disease: does the tail wag the dog?”. Traffic 3 (11):  763–70. (Nov 2002). doi:10.1034/j.1600-0854.2002.31101.x. PMID 12383342.
- “Pathogenic effects of cerebral amyloid angiopathy mutations in the amyloid beta-protein precursor”. Annals of the New York Academy of Sciences 977 (1):  258–65. (Nov 2002). doi:10.1111/j.1749-6632.2002.tb04824.x. PMID 12480759.
- “Amyloid precursor protein (APP) and the biology of proteolytic processing: relevance to Alzheimer's disease”. The International Journal of Biochemistry & Cell Biology 35 (11):  1505–35. (Nov 2003). doi:10.1016/S1357-2725(03)00133-X. PMID 12824062.
- “Cytoplasmic domain of the beta-amyloid protein precursor of Alzheimer's disease: function, regulation of proteolysis, and implications for drug development”. Journal of Neuroscience Research 80 (2):  151–9. (Apr 2005). doi:10.1002/jnr.20408. PMID 15672415.
- “Metals and amyloid-beta in Alzheimer's disease”. International Journal of Experimental Pathology 86 (3):  147–59. (Jun 2005). doi:10.1111/j.0959-9673.2005.00434.x. PMC 2517409. PMID 15910549.
- “The role of Abeta peptides in Alzheimer's disease”. Protein and Peptide Letters 12 (6):  513–9. (Aug 2005). doi:10.2174/0929866054395905. PMID 16101387.
- “The amyloid-beta precursor protein: integrating structure with biological function”. The EMBO Journal 24 (23):  3996–4006. (Dec 2005). doi:10.1038/sj.emboj.7600860. PMC 1356301. PMID 16252002.
- “Physicochemical characteristics of soluble oligomeric Abeta and their pathologic role in Alzheimer's disease”. Neurological Research 27 (8):  869–81. (Dec 2005). doi:10.1179/016164105X49436. PMID 16354549.
- “New insights into potential functions for the protein 4.1 superfamily of proteins in kidney epithelium”. Frontiers in Bioscience 11 (1):  1646–66. (2006). doi:10.2741/1911. PMID 16368544.
- “Amyloidogenic processing of beta-amyloid precursor protein in intracellular compartments”. Neurology 66 (2 Suppl 1):  S69–73. (Jan 2006). doi:10.1212/01.wnl.0000192107.17175.39. PMID 16432149.
- “[Recurrent intraparenchimal haemorrhages in a patient with cerebral amyloidotic angiopathy: description of one autopsy case]”. Pathologica 98 (1):  44–7. (Feb 2006). PMID 16789686.
- “Does the p75 neurotrophin receptor mediate Abeta-induced toxicity in Alzheimer's disease?”. Journal of Neurochemistry 98 (3):  654–60. (Aug 2006). doi:10.1111/j.1471-4159.2006.03905.x. PMID 16893414.
- “APP processing and the APP-KPI domain involvement in the amyloid cascade”. Neuro-Degenerative Diseases 2 (6):  277–83. (2006). doi:10.1159/000092315. PMID 16909010.
- “Dysfunction of amyloid precursor protein signaling in neurons leads to DNA synthesis and apoptosis”. Biochimica et Biophysica Acta 1772 (4):  430–7. (Apr 2007). doi:10.1016/j.bbadis.2006.10.008. PMC 1862818. PMID 17113271.
- “Mitochondrial dysfunction and Alzheimer's disease”. Current Alzheimer Research 3 (5):  515–20. (Dec 2006). doi:10.2174/156720506779025215. PMID 17168650.
- “Focal adhesions regulate Abeta signaling and cell death in Alzheimer's disease”. Biochimica et Biophysica Acta 1772 (4):  438–45. (Apr 2007). doi:10.1016/j.bbadis.2006.11.007. PMC 1876750. PMID 17215111.
- “When loss is gain: reduced presenilin proteolytic function leads to increased Abeta42/Abeta40. Talking Point on the role of presenilin mutations in Alzheimer disease”. EMBO Reports 8 (2):  136–40. (Feb 2007). doi:10.1038/sj.embor.7400896. PMC 1796780. PMID 17268504.